# 乌斯河镇
乌斯河镇，是中华人民共和国四川省雅安市汉源县下辖的一个乡镇级行政单位。原名窝石河，属万工乡。1964年成都铁路局购得土地1100余亩用做成昆铁路建设，并设乌斯河火车站。1967年在一月风暴影响下，成都铁路局乌斯河工务段联合汉源县公安局内部“造反派”谋划取得县公安局控制权。1972年12月30日建镇，1992年马托乡并入:51-52。1999年乌斯河工务段撤销、2012年雅西高速通车后乌斯河镇逐渐萧条。
- 汉源火车站
- 雪区深溪沟大桥
- 黑区萝卜沟
- 深溪沟水电站

## 行政区划
乌斯河镇下辖以下地区：
复兴村、大堡村、甘密村、沙觉村、贾托村、万里村和苏古村。